# Wohlsdorf (Bernburg)
Wohlsdorf è una frazione della città tedesca di Bernburg (Saale) situata nel land della Sassonia-Anhalt.
Fino al 1º gennaio del 2010 era comune autonomo.